# فسكاش
الفِسْكاش هي قوارض من جنسين (لغيديوم ولغستوم) من فصيلة الشنشيلات. إنهم متوطنون في أمريكا الجنوبية ويبدو أنهم متشابهون - لكن ليسوا على صلة وثيقة - مع الأرانب بسبب التطور المتقارب.